# Renault Avantime
O Avantime é um grand tourer comercializado pela fabricante francêsa Renault, projetado e fabricado pela Matra entre 2001 e 2003. Como um design de caixa única sem pilares B, estilizado por Patrick Le Quément, o Avantime combinou os elementos de design de uma Minivan, perua ou shooting brake com o estilo de um coupé de quatro lugares e elementos de um conversível.
O nome "Avantime" é uma junção da palavra francesa "Avant" (que significa "à frente") e da palavra inglesa "time" (que significa "tempo") esta última usando a pronúncia inglesa /taɪm/ em vez da francesa /tiːm/.